# بروک بیلینگز
بروک بیلینگز (انگلیسی: Brook Billings؛ زادهٔ ۳۰ آوریل ۱۹۸۰) بازیکن والیبال اهل آمریکا عضو سابق تیم ملی والیبال آمریکا و فعلی باشگاه ریوتاک است.
او به همراه تیم ملی آمریکا مدال طلا لیگ جهانی ۲۰۰۸ را به دست آورد.